# Marek Sioma
Marek Witold Sioma (ur. 1971 w Michalowie) – polski biografista, dr hab. nauk humanistycznych, profesor nadzwyczajny i dyrektor Instytutu Historii Wydziału Humanistycznego Uniwersytetu Marii Curie-Skłodowskiej (2016–2019).

## Życiorys
13 marca 2002 obronił pracę doktorską Felicjan Sławoj Składkowski. Biografia polityczna, 24 września 2014 habilitował się na podstawie pracy zatytułowanej Między dekompozycją a konsolidacją. Obóz Zjednoczenia Narodowego (1937-1939). W 2016 objął stanowisko profesora nadzwyczajnego i dyrektora w Instytucie Historii na Wydziale Humanistycznym Uniwersytetu Marii Curie-Skłodowskiej.

## Nagrody i odznaczenia
- 2013: Brązowy Medal za Długoletnią Służbę[1]
- 2013: Indywidualna Nagroda III stopnia Rektora Uniwersytetu Marii Curie-Skłodowskiej[1]
- 2012: Nagrody Historyczne Polityki – nominacja[1]
- 2012: Indywidualna Nagroda III stopnia Rektora Uniwersytetu Marii Curie-Skłodowskiej[1]
- 2011: Medal Komisji Edukacji Narodowej[1]
- 2005: Indywidualna Nagroda II stopnia Rektora Uniwersytetu Marii Curie-Skłodowskiej[1]